# Дежа, Андреас
Андреас Дежа (англ. Andreas Deja; род. 1 апреля 1957 года, Гданьск, Польша) — американский аниматор польского происхождения, работающий в компании Уолта Диснея.

## Ранняя жизнь и карьера
С 1958 года он жил в Германии, где получил художественное образование. С детства был поклонником традиционной диснеевской анимации, что и привело его в студию в 1980 году. Первый фильм, над которым он работал — «Чёрный котёл», вышедший в 1985 году. Примерно в это же время он знакомится с Тимом Бёртоном, однако, их сотрудничество не сложилось из-за творческих разногласий.
Больше всего Дежа известен как главный аниматор таких ярких диснеевских персонажей-злодеев, как Гастон из «Красавицы и Чудовища», Джафар из «Аладдина» и Шрам из «Короля Льва». Другие заметные его работы — Тритон из «Русалочки», Ванесса оттуда же, Геркулес из одноимённого мультфильма, Лило из «Лило и Стич», а также Роджер из фильма «Кто подставил кролика Роджера». В недавнем прошлом Дежа выступил в качестве аниматора-консультанта в работе над мультфильмом «Бэмби 2», а на данный момент он является постоянным специалистом в области анимации «Микки Мауса и работал над анимацией Королевы Нариссы в фильме Зачарованная».

## Личная жизнь
Дежа — открытый гей. Его сексуальность обсуждалась как влияние на развитие некоторых персонажей Disney.

## Портфолио
- Даллбен и Рогатый король — Чёрный котёл (1985)
- Кролик Роджер — Кто подставил кролика Роджера (1988)
- Царь Тритон и Ванесса — Русалочка (1989)
- Микки Маус — Принц и нищий (1990)
- Гастон — Красавица и Чудовище (1991)
- Джафар — Аладдин (1992)
- Шрам — Король Лев (1994)
- Взрослый Геркулес — Геркулес (1997)
- Микки Маус — Фантазия 2000 (1999)
- Лило — Лило и Стич (2002)
- Уэсли — Не бей копытом (2004)
- Бэмби и Великий Князь (фрагменты) — Бэмби 2 (2006)
- Королева Нарисса — Зачарованная (2007)